# Ojrzeń (gemeente)
De gemeente Ojrzeń is een landgemeente in het Poolse woiwodschap Mazovië, in powiat Ciechanowski.
De zetel van de gemeente is in Ojrzeń.
Op 30 juni 2004 telde de gemeente 4420 inwoners.

## Oppervlakte gegevens
In 2002 bedroeg de totale oppervlakte van gemeente Ojrzeń 123,11 km², waarvan:
- agrarisch gebied: 66%
- bossen: 25%

De gemeente beslaat 11,59% van de totale oppervlakte van de powiat.

## Demografie
Stand op 30 juni 2004:
| Omschrijving                   | Totaal | Totaal | Vrouwen | Vrouwen | Mannen | Mannen |
| ------------------------------ | ------ | ------ | ------- | ------- | ------ | ------ |
| eenheid                        | aantal | %      | aantal  | %       | aantal | %      |
| inwoners                       | 4420   | 100    | 2162    | 48,9    | 2258   | 51,1   |
| bevolkingsdichtheid (inw./km²) | 35,9   | 35,9   | 17,6    | 17,6    | 18,3   | 18,3   |

In 2002 bedroeg het gemiddelde inkomen per inwoner 1327,62 zł.

## Sołetwa
Baraniec, Brodzięcin, Bronisławie, Dąbrowa, Gostomin, Grabówiec, Halinin, Kałki, Kicin, Kownaty-Borowe, Kraszewo, Luberadz, Luberadzyk, Łebki Wielkie, Młock, Młock-Kopacze, Nowa Wieś, Obrąb, Ojrzeń, Przyrowa, Radziwie, Rzeszotko, Skarżynek, Wojtkowa Wieś, Wola Wodzyńska, Zielona, Żochy.

## Aangrenzende gemeenten
Ciechanów, Glinojeck, Sochocin, Sońsk